# Spionidae
Spionidae é uma família de animais anelídeos poliquetas marinhos, que corresponde a um dos maiores grupos taxonômicos desta classe. Estes organismos possuem corpo alongado e normalmente são caracterizados pela presença de um par de palpos longos e sulcados, que se estende a partir de sua cabeça. Distinguem-se das outras famílias de Spionida, por possuírem notopódios e neuropódios foliáceos e pelo prostômio apresentar um prolongamento.

## Morfologia
O corpo dos espionídeos é alongado e uniforme.

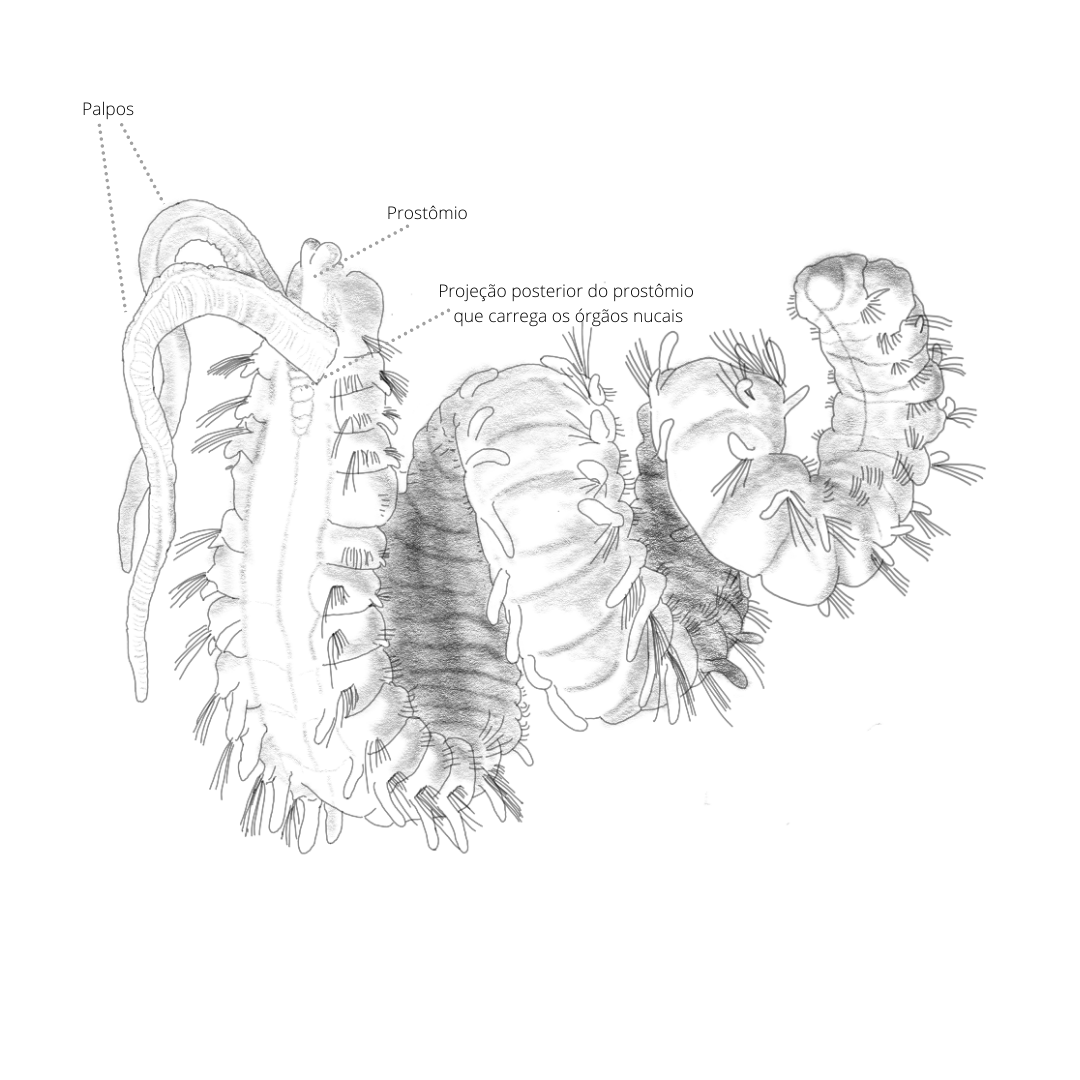
Esquema de Spionidae (adaptado de Beesley, Ross & Glasby, 2000)

Sendo do grupo dos anelídeos poliquetas, seu corpo possui três regiões principais: a cabeça, o tronco e o pigídio. A cabeça é formada por duas partes o prostômio, que é a mais anterior, e o peristômio, a mais posterior, onde fica a boca. O tronco é formado por vários segmentos repetidos. E o pigídio é a extremidade posterior, onde fica o ânus.
O prostômio possui forma variada, sendo frequentemente arredondado e truncado, mas podendo ser afilado ou apresentar um par de cornos laterais. O peristômio é praticamente limitado aos lábios e parcialmente dobrado em torno do prostômio. Pode haver uma antena mediana. De maneira geral, todos os espionídeos possuem um par de palpos longos, com sulcos ciliados, que surgem da região posterior do prostômio. Os olhos podem estar ausentes ou se localizarem na região mediana do prostômio.
Os órgãos nucais, em cristas, são ciliados e se encontram em cada margem lateral do prolongamento posterior do prostômio. Os órgãos nucais têm sido chamados órgãos dorsais em alguns táxons. Contudo, foi demonstrado que, pelo menos nos animais de uma espécie, Pygospio elegans, os órgãos dorsais são estruturalmente diferentes e são inervados pelos órgãos nucais. Como os órgãos dorsais são observados apenas em machos, foi proposto que atuassem no processo reprodutivo, auxiliando no transporte de espermatóforos.
No tronco, os numerosos segmentos são curtos e possuem comprimentos semelhantes. Entretanto, os segmento anteriores geralmente são mais largos do que os demais, de forma que o corpo do animal vai se tornando mais fino nas regiões posteriores. O primeiro segmento se encontra dobrado anteriormente.
De forma geral, possuem parapódios birremes, exceto em alguns grupos, nos quais o primeiro segmento pode carecer de notopódios. Os lobos notopodiais e neuropodiais possuem cerdas simples. Não há cirros dorsais, nem ventrais. Também não há acículas. Há cerdas capilares amplamente ornamentadas, com dentes distais, que podem ser protegidas por capuz. Animais de alguns táxons podem possuir cerdas modificadas em ganchos recurvados, ou robustas espinhas.
As brânquias, quando presentes, são achatadas e localizadas dorsolateralmente, por vezes fundidas ao lado dorsal dos lobos notopodiais.
O pigídio é ornamentado de várias formas, incluindo lóbulos achatados ou muitos cirros.  

## Alimentação
Os espionídeos utilizam seus dois palpos para se alimentar. Eles são, basicamente, suspensívoros ou comedores de depósitos superficiais do sedimento, sendo que alguns são capazes de alternar entre os dois modos de alimentação. Outros também podem utilizar seus palpos para localizar e capturar presas, por exemplo plâncton.
Quando se alimentam de partículas suspensas, utilizam seus palpos para capturá-las e um canal ciliado as transporta à boca. Quando comem depósitos superficiais, podem arrastar seus palpos sobre o substrato de forma a capturar partículas, que também são encaminhadas à boca pelo canal ciliado, ou podem ingeri-las diretamente com a boca.
Observa-se que esses animais são seletivos quanto às partículas que são ingeridas. De forma que as partículas menores, mais finas e que têm maior valor nutricional, são as ingeridas. As partículas maiores são utilizadas na construção de seus tubos, sendo agregadas a ele, aglutinadas em muco.
O comportamento de arraste dos palpos no sedimento pode ter outra função além da coleta direta de partículas. Ela seria a de ressuspender partículas na coluna d’água para a alimentação por suspensivoria. Outra forma de ressuspensão é o batimento da ponta dos palpos no sedimento.
A alternância entre os dois tipos de comportamento alimentar, apresentado por algumas espécies, está relacionado com o fluxo de água e à quantidade de partículas suspensas. Em geral, quando há maior fluxo de água e maior quantidade de partículas suspensas, ocorre suspensivoria. Por outro lado, quando há menor fluxo de água e menor quantidade de partículas suspensas, há consumo de depósitos superficiais. Acredita-se que essa alternância de comportamento esteja relacionada à vida em ambientes dinâmicos, onde ocorrem rápidas alterações no fluxo de água, como na zona entremarés.

## Reprodução

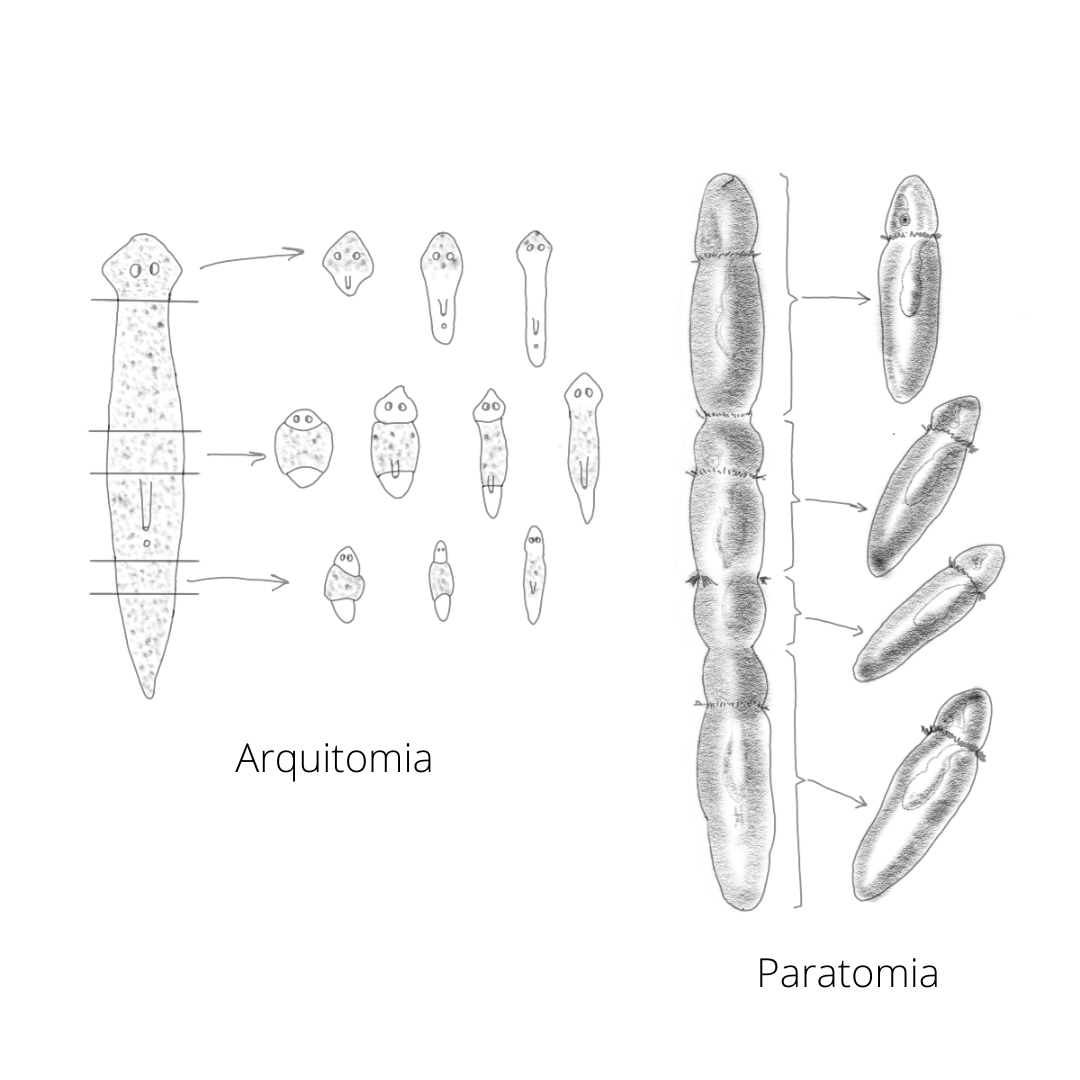
Esquema comparativo de arquitomia e paratomia (adaptado de Nascimento, 2009)

#### Reprodução assexuada
A reprodução assexuada é incomum e pode ocorrer em espécies que também se reproduzem sexuadamente. Ela pode ocorrer por dois processos: paratomia ou arquitomia.
A paratomia é o processo no qual os novos indivíduos se desenvolvem por regeneração tecidual, ao longo do comprimento do parental, deste modo, ficando enfileirados e se destacando quando desenvolvidos. Isto ocorre, por exemplo, em Dipolydora tetrabranchia, Polydorella prolifera e P. stolonifera.
Arquitomia é o processo em que o indivíduo parental sofre divisões transversais gerando fragmentos que formarão novos indivíduos por regeneração. Isto ocorre, por exemplo, em Dipolydora socialis, Pygospio elegans e P. californica.

#### Reprodução sexuada
A reprodução sexuada é, em geral, gonocórica, ou seja, há machos e fêmeas. Mas algumas espécies dos gêneros Polydora e Spio apresentam hermafroditismo.
A reprodução é bastante variada em diversos aspectos, servindo como ferramenta de classificação. As características reprodutivas encontram-se divididas em dois grupos. O primeiro grupo possui nefrídios simples, ovos altamente vascularizados, com membrana espessa e alvéolos corticais, espermatozoides com a cabeça curta e fertilização externa, com os gametas sendo liberados na coluna de água. Este grupo inclui os gêneros Aonides, Dispio, Laonice, Malacoceros, Prionospio, Rhynchospio, Scolelepis e Spiophanes.  O outro grupo apresenta altas modificações dos nefrídios dos epítocos (indivíduos sexualmente reprodutivos), receptáculos seminais nas fêmeas, ovos com a membrana fina, espermatozoides com a cabeça alongada e fertilização interna, por transferência de espermatóforos. Ele inclui os gêneros Microspio, Pygospio e Spio.
O desenvolvimento pós-embrionário é indireto, havendo uma fase larval. A larva pode ser planctotrófica, consumindo detritos ou organismos do plâncton, ou lecitotrófica, sendo nutrida pelo vitelo do ovo. Os ovos podem ou não ser fertilizados dentro de um cápsula ovígera. Caso sim, as larvas desenvolvidas ingerem os ovos não fertilizados da mesma cápsula, processo que é chamado de adelfofagia e que aparentemente ocorre em mais da metade das espécies do grupo. Como por exemplo em animais de Boccardia, Pygospio e Streblospio.
Algumas espécies apresentam apenas um tipo larva. Outras possuem mais de um, sendo que o tipo é determinado pelas condições ambientais, como sazonalidade e disponibilidade de alimento. Os fatores ambientais influem diretamente no tempo de duração da fase larval e na produção de ovos não fertilizados, por exemplo.
As larvas de espionídeos são das mais comuns de poliquetas no plâncton, sendo reconhecidas por suas cerdas alongadas e palpos.
Dipolydora armata é uma espécie encontrada em Belize, Brasil, Itália, México,Taiwan e Vietnã. Ela apresenta reprodução tanto sexuada quanto assexuada. Sua larva, que é lecitotrófica, após um curto período no plâncton, se fixa ao substrato e se torna um indivíduo juvenil por meio de metamorfose. Os indivíduos juvenis se reproduzem por arquitomia. Já os indivíduos sexualmente maduros se reproduzem sexuadamente. A fêmea deposita os ovos dentro de uma cápsula ovígera. Sendo que, apenas alguns poucos ovos eclodirão em larvas, enquanto que os outros serão ingeridos pelas larvas já eclodidas.

## Diversidade

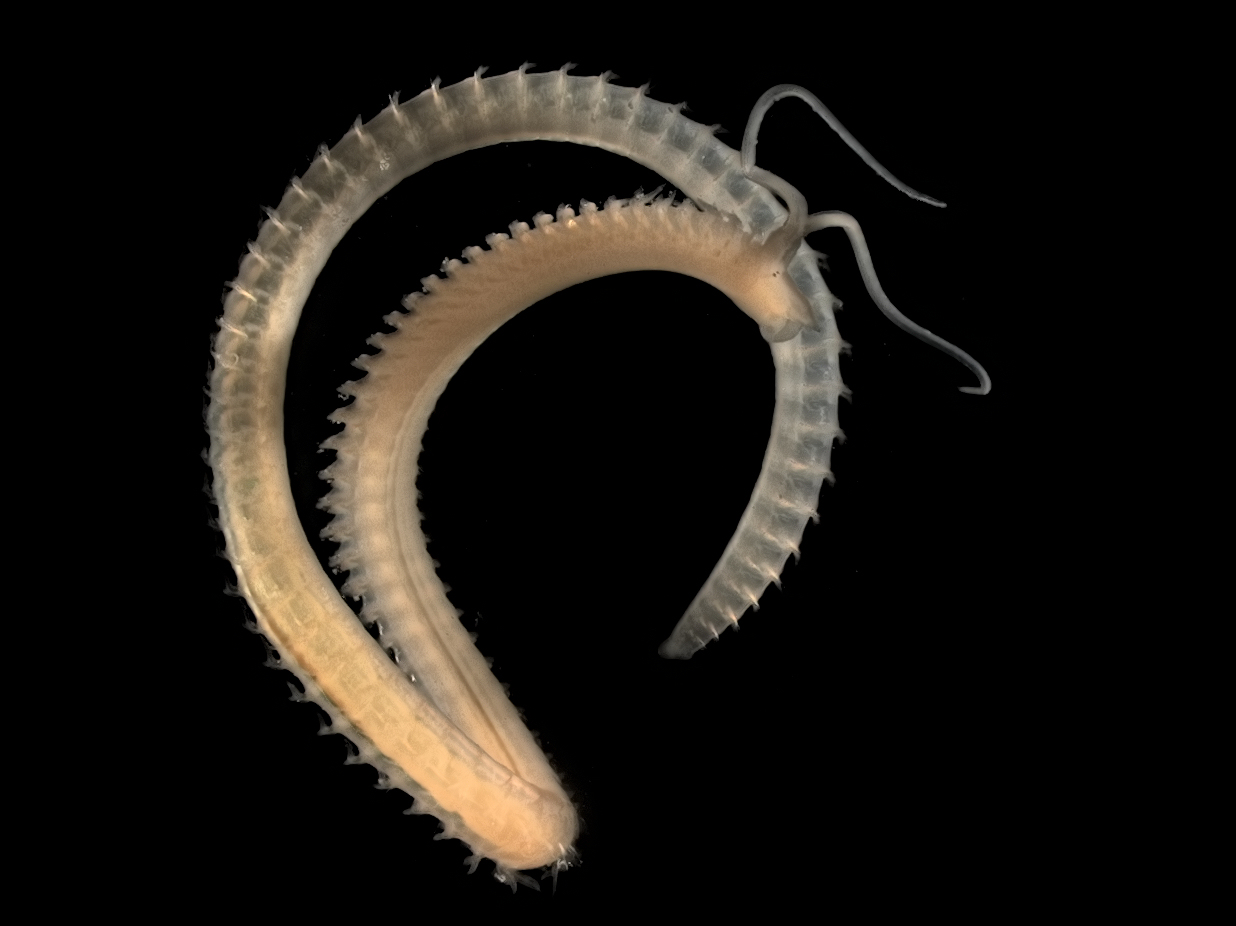
Scolelepis squamata coletado da plataforma continental (foto de Hans Hillewaert).

Spionidae é um grupo poliquetas muito comum, com cerca de mil espécies. Está presente em todos os tipos de ambientes. Essa riqueza de espécies e ampla ocorrência podem ser atreladas à sua diversidade de modos de vida, alimentação, reprodução e desenvolvimento.

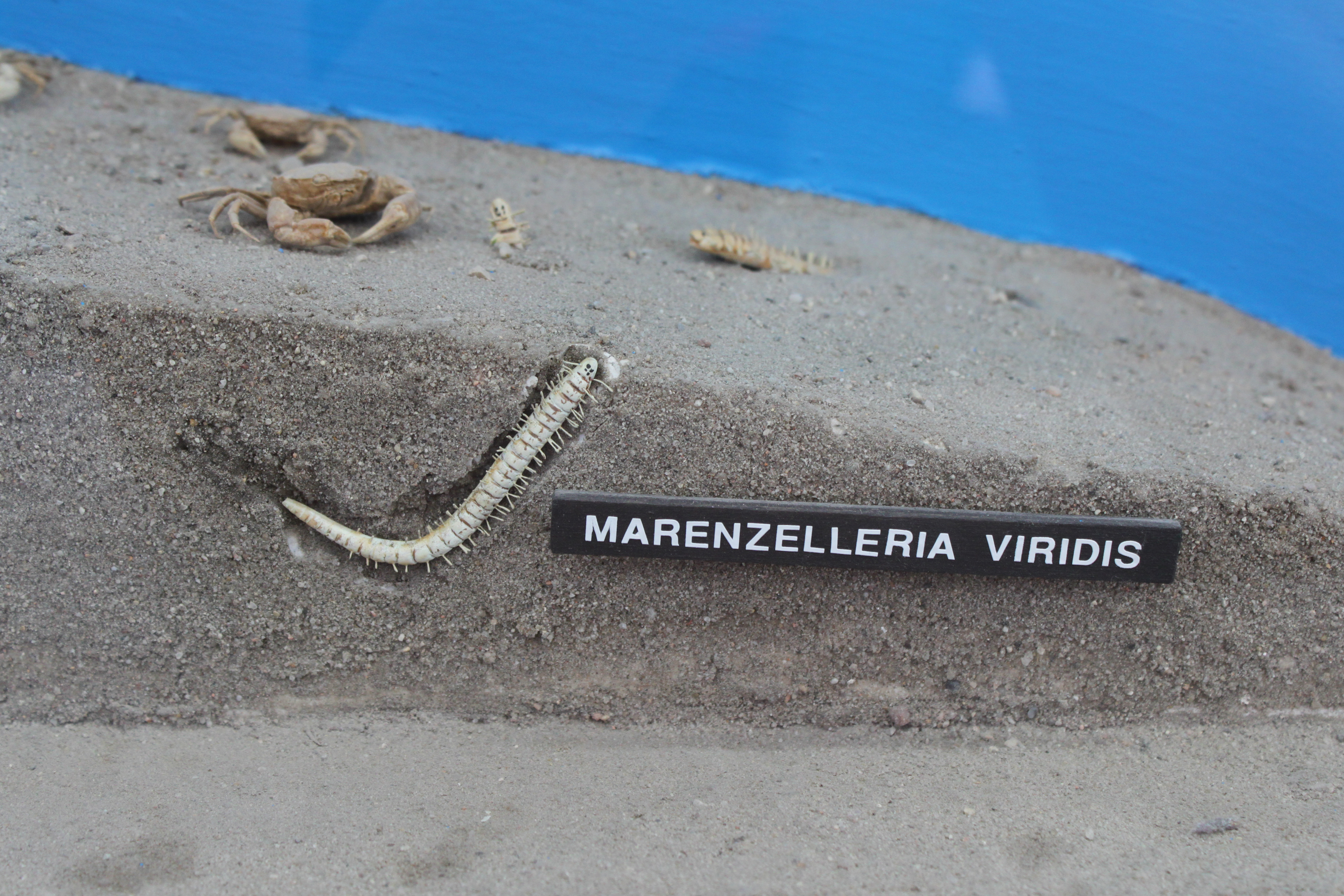
Marenzelleria viridis do Aquário de Gdynia, Polônia (foto de Crusier)

Os espionídeos podem variar de poucos milímetros a centímetros de comprimento, e, quando vivos, apresentam grande diversidade de cores e padrões de pigmentação.
São poliquetas bentônicos comuns e estão disseminados na maioria dos habitats marinhos. Podem ser encontrados enterrados no substrato, ou em tubos permanentes, construídos em sedimentos moles (não consolidados), cimentando grãos de areia e detritos em muco, produzido por suas bolsas glandulares. Também há numerosas formas que vivem livres, sobre o substrato lamacento ou arenoso.
Há registros de poucas espécies em água doce.
Espécies de alguns gêneros, como dos gêneros Prionospio e Polydora, provavelmente estão presentes em qualquer tipo de amostra de fundo bentônico coletada em qualquer lugar do mundo. Membros do gênero Aonides são formas dominantes em praias de areia em áreas temperadas e quentes do mundo.
Na costa brasileira,há registro de 19 gêneros e cerca de 60 espécies da família. Os locais de observação incluem os estados do Paraná, Pernambuco, Rio Grande do Sul, Rio de Janeiro, Santa Catarina, Sergipe e São Paulo.
Spionidae apresenta apenas icnofósseis, já que não apresenta partes duras fossilizáveis. Tubos característicos desses animais, no entanto, são identificados em fósseis de conchas, em sua maioria do Pleistoceno, mas incluindo alguns registros do Triássico e até formações Devonianas.

## Importância ecológica e econômica
Spionidae é uma das famílias de poliquetas mais estudadas, devido à sua importância biológica e comercial. Estando entre os primeiros colonizadores de corais recém mortos, desempenham um papel importante na bioerosão de substratos coralinos.
Ademais, membros de alguns gêneros de Spionidae, denominados conjuntamente "polidorídeos", perfuram e se instalam em conchas de moluscos e outros substratos calcários. Esses animais causam perda de valor considerável para culturas comercialmente importantes. Animais dos gêneros Boccardia e Polydora, por exemplo, são importantes pragas de ostras e outros bivalves, provocando o desenvolvimento de bolhas de lama (muco do poliqueta e detritos) nas conchas, onde os vermes se instalam.
A perfuração do substrato ocorre por dissolução ácida, associada a abrasão mecânica. Estes animais apresentam glândulas secretoras de ácido, geralmente ácido clorídrico, que amolece o calcário, e cerdas modificadas em robustas espinhas, no setígero 5, que raspam o calcário, abrindo orifícios, por onde o verme entra no substrato.

## Taxonomia e Filogenia
A família Spionidae possui 38 gêneros e cerca de mil espécies nominais.

#### História taxonômica
A literatura sistemática de Spionidae está entre as mais extensas de todos os grupos de poliquetas.
O primeiro Spionidae descrito foi o Nereis filicornis, que foi renomeado como Spio filicornis.
A família Spionidae foi descrita para abranger os gêneros Spio, Malcoceros, Polydora e Scolelepis.

#### Filogenia
As relações dentro Spionidae ainda não estão totalmente resolvidas. Sendo que não há consenso quanto à monofilia deste grupo. Alguns autores o consideram polifilético. Enquanto que outros acreditam que características como notopódios e neuropódios foliáceos, primeiro segmento dobrado anteriormente, e prostômio com prolongamento posterior corroboram para sua monofilia.

#### Dificuldades de classificação
Os espionídeos costumam perder seus palpos e, frequentemente, a maioria das brânquias na fixação. Tentativas de identificação destes táxons com material incompleto devem ser evitadas; especialmente naqueles gêneros em que a estrutura das brânquias é importante para a separação das espécies. Erros graves são facilmente introduzidos na literatura, se não for tomado o devido cuidado em todos os níveis de identificação.